# Кобаяси, Ю (футболист)
Ю Кобаяси (яп. 小林 悠 Кобаяси Ю, рд. 23 сентября 1987 года) — японский футболист, нападающий клуба «Кавасаки Фронтале». Выступал в сборной Японии.

## Карьера
На протяжении своей футбольной карьеры выступал за клубы «Мито Холлихок», «Кавасаки Фронтале».

## Национальная сборная
В 2014 году сыграл за национальную сборную Японии 2 матча. Также участвовал в Кубке Азии по футболу 2015 года.

## Статистика за сборную
| Сборная Японии | Сборная Японии | Сборная Японии |
| Год            | Матчи          | Голы           |
| -------------- | -------------- | -------------- |
| 2014           | 2              | 0              |
| Итого          | 2              | 0              |